# Большая Васильковская улица
Больша́я Василько́вская улица (укр. Вели́ка Василькі́вська вулиця) — улица в Шевченковском, Печерском и Голосеевском районах города Киева, местность Новое Строение. Пролегает от Бессарабской площади и бульвара Тараса Шевченко до Лыбедской площади и бульвара Николая Михновского.
К Большой Васильковской улице примыкают: улицы Скоропадского, Рогнединская, площадь Украинских Героев, улицы Пушкинская, Льва Толстого, Саксаганского, Жилянская, Физкультуры, Деловая, Ивана Фёдорова, переулок Бориса Шахлина, улицы Лабораторная, Евгения Коновальца, Владимиро-Лыбедская, Немецкая, Ежи Гедройца, Ковпака, Загородняя и Джона Маккейна.

## История
Улица, известна с давних времён как дорога из Киева на Васильков, с первой трети XIX века имела название Большая Васильковская. До середины XIX века возле Бессарабской площади была городская застава, далее пролегала песчаная дорога, по обе стороны которой стояли одноэтажные дома, где проживали отселённые в 1830-х годах из района Новой Печерской крепости домовладельцы, в основном мелкие чиновники и отставные солдаты. В 1833 году на Большую Васильковскую была переведена с Печерска церковь князя Владимира, от которой получили названия Владимирская площадь (ныне не существует) и Владимиро-Лыбедская улица (поблизости нынешнего Владимирского рынка).
На месте сквера, расположенного возле пересечения с улицей Ивана Фёдорова была так называемая Конная площадь, на которой до 1890-х годов проходили конные ярмарки. На Троицкой площади возле нынешнего Олимпийского стадиона с 1860 года размещался рынок. В начале XX столетия рядом с площадью были построены Троицкая церковь (не сохранилась), Троицкий народный дом (ныне Театр Оперетты). В 1913 году на месте Троицкого рынка были построены павильоны Всероссийской промышленной выставки 1913 года.
Интенсивная застройка улицы началась со 2-й половины XIX века, когда тут появился район так называемой Новой Застройки. Его центральной улицей стала Большая Васильковская. Застройка конца XIX — начала XX века в значительной мере сохранилась.
Название «Красноармейская улица или «Червоноармейская улица» (укр. Червоноармі́йська ву́лиця) Большая Васильковская носила с 1919 года по 2014 год.
Процесс возвращения улице исторического названия продолжался 17 лет. В 1997 году от имени Киевсовета было составлено решение о возвращении Красноармейской улице исторического названия Большая Васильковская до 1 января 1998 года, но соответствующий документ тогда не был подписан Киевским городским головой (вопреки законодательству, его подписал обычный депутат Киевсовета Грабар), не был официально опубликован и таким образом не вступил в силу.. 23 сентября 2005 года Комиссия по наименованиям и памятным знакам исполнительного органа Киевского городского совета приняла очередную рекомендацию о переименовании Красноармейской улицы в Большую Василько́вскую. Оба названия улицы — «Большая Васильковская» или «Красноармейская» долгое время употреблялись параллельно. Несмотря на то, что официальным названием улицы до 2014 года было Красноармейская, официальный сайт Киевской городской государственной администрации и ранее использовал название «Большая Васильковская (бывшая Красноармейская)» (укр. Велика Васильківська (колишня Червоноармійська)). Название Большая Васильковская улица и до официального переименования в 2014 году также встречалось в картах для программ спутниковой навигации, в СМИ, рекламных объявлениях и пр.
В ноябре 2011 года депутаты Киевсовета не поддержали очередной проект по возвращению Красноармейской улице исторического наименования Большая Васильковская.
13 ноября 2014 года Киевский городской совет принял решение о возвращении улице Большая Васильковская исторического наименования, 2 декабря 2014 г. постановление было опубликовано и вступило в законную силу.
Улица фигурирует в произведениях Михаила Булгакова.

## Изображения

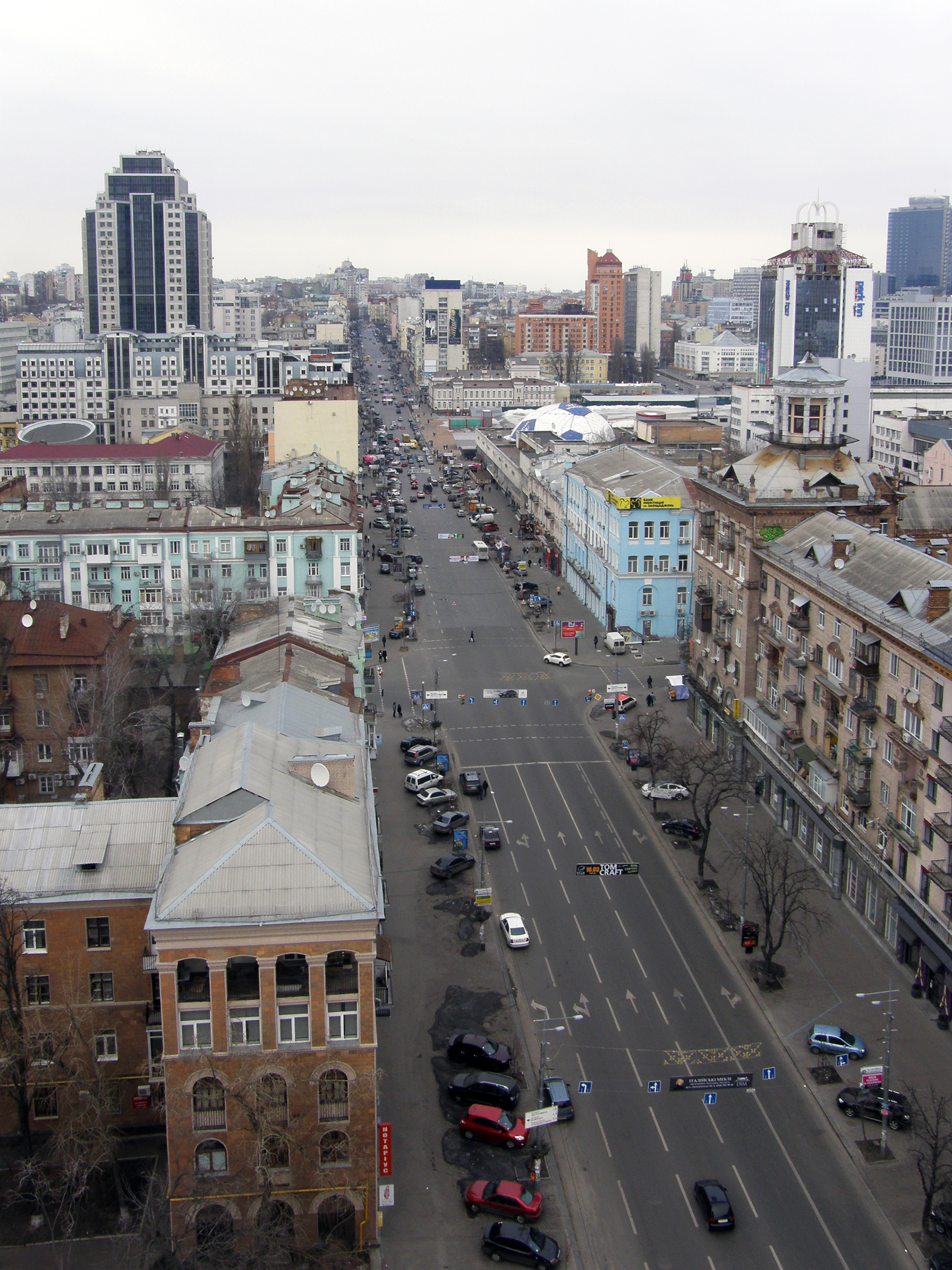
Большая Васильковская улица вверх от улицы Ивана Фёдорова
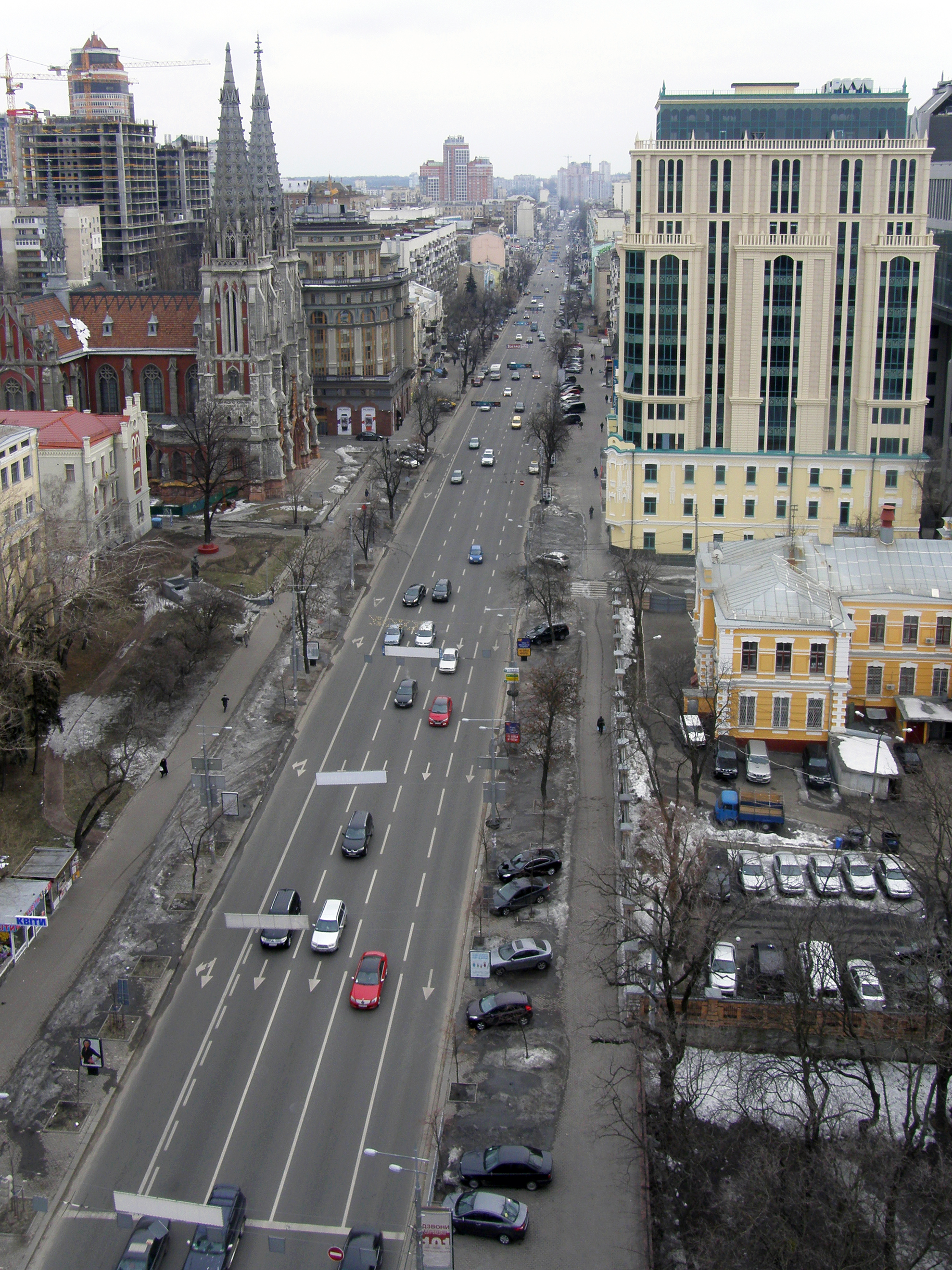
Большая Васильковская улица вниз от улицы Ивана Фёдорова
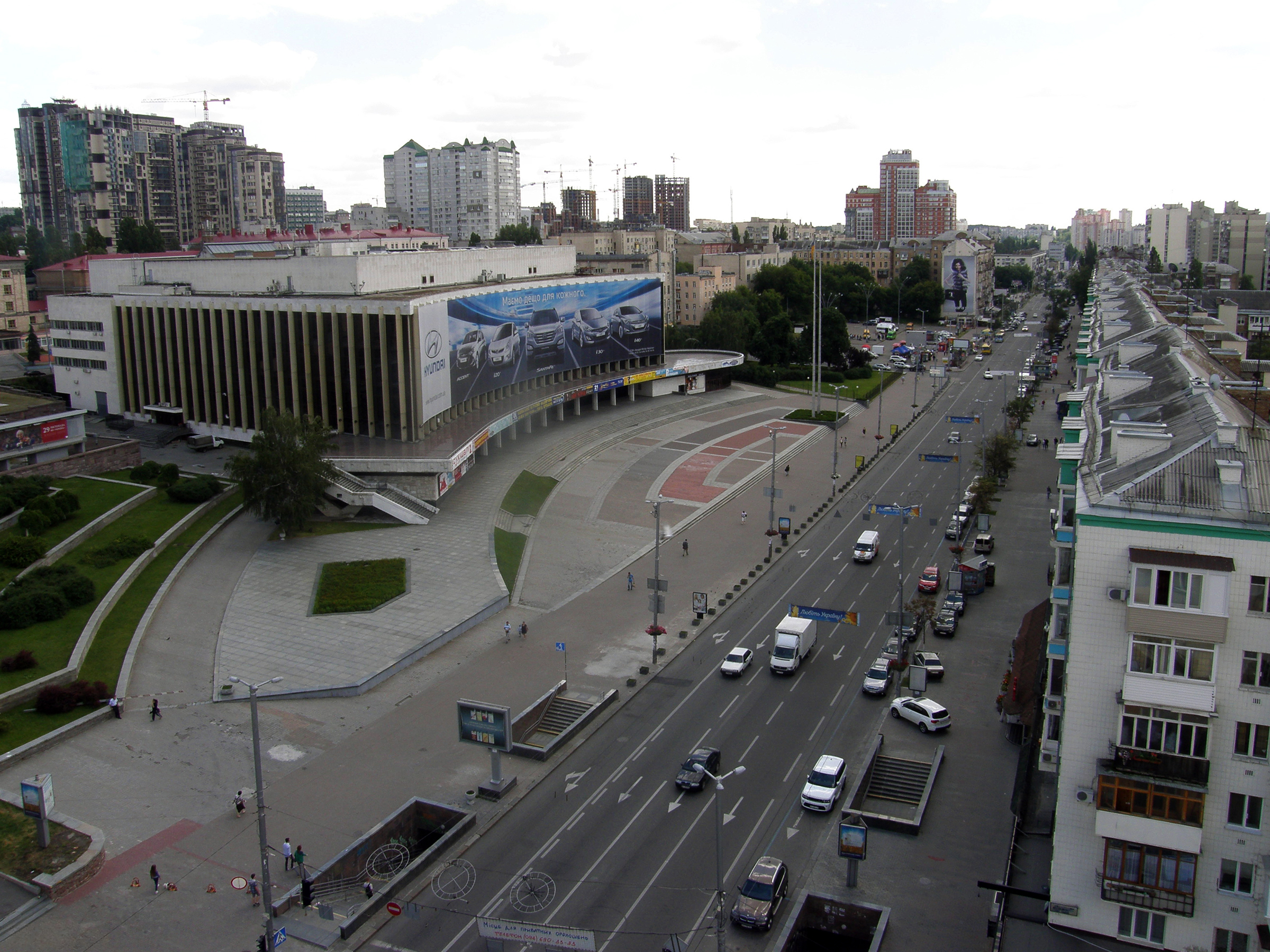
Большая Васильковская улица вниз от Дворца «Украина»
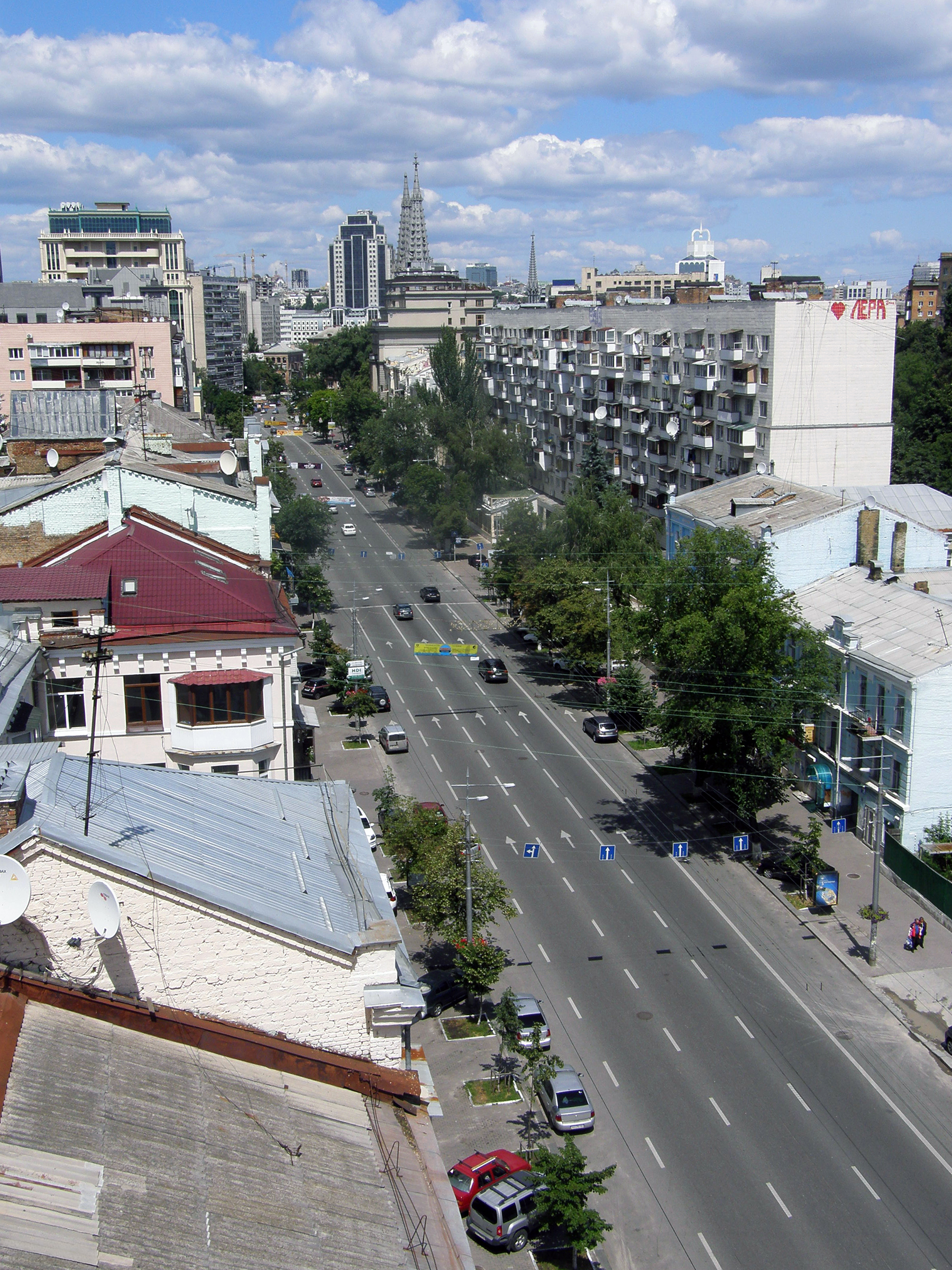
Большая Васильковская улица вверх от улицы Евгения Коновальца